# Världsmästerskapet i schack 1963
Världsmästerskapet i schack 1963 var en titelmatch mellan den regerande världsmästaren Michail Botvinnik och utmanaren Tigran Petrosian. Den spelades i Moskva mellan den 23 mars och den 20 maj 1963. Matchen spelades över 24 partier och slutade med att Petrosian blev ny världsmästare.
Inför matchen ansåg Viktor Kortjnoj att de båda spelarna hade en likartad, strategisk spelstil, men att Petrosian var den bättre taktikern, medan Botvinnik hade större kampvilja. Michail Tal höll Botvinnik som favorit medan Boris Spasskij trodde på Petrosian.
Petrosian började svagt med en förlust i första partiet, men kom tillbaka och vann till slut klart med tre poäng.
Matchen innebar slutet på Botvinniks långa titelinnehav som varat sedan 1948. Han hade tappat titeln 1957 och 1960, men båda gångerna vunnit tillbaka den i en returmatch året efter. Inför den här VM-cykeln hade FIDE tagit bort rätten till en returmatch för den regerande världsmästaren.

## Kvalificering till titelmatchen
Kvalificeringen till titelmatchen skedde i flera steg, från zonturneringar till en interzonturnering till en kandidatturnering.

### Interzonturneringen
Interzonturneringen med 23 deltagare spelades i Stockholm från 26 januari till 8 mars 1962. Detta var den femte interzonturneringen och för fjärde gången spelades den i Sverige, efter turneringarna i Saltsjöbaden 1948 och 1952, samt Göteborg 1955. Detta berodde bland annat på att en del länder hade svårt att garantera visum för alla deltagare på grund av det politiska läget.
Gideon Ståhlberg var överdomare. De flesta ronderna spelades i Kungshallen, några i restaurant Tre Kronor, och några i Stockholms stadshus.
De sex första blev kvalificerade för kandidatturneringen, men det fanns en regel att det fick vara högst tre spelare från varje nation.
Turneringen slutade med övertygande seger för den 18-årige Bobby Fischer som tog 17½ poäng på 22 ronder. Övriga kvalificerade var Jefim Geller, Tigran Petrosian, Viktor Kortjnoj, Miroslav Filip och Pál Benkő. Benkő tog sin plats efter ett särspel mot Leonid Stein och Svetozar Gligorić som egentligen vanns av Stein, men eftersom han hade tre sovjetspelare framför sig så fick Benkő den sista platsen.
Utöver de sex ovan, var Michail Tal (som förlorare i titelmatchen 1961) och Paul Keres (som tvåa i kandidatturneringen 1959) direktkvalificerade till kandidatturneringen.

### Kandidatturneringen
Kandidatturneringen med åtta deltagare spelades i Curaçao under maj och juni 1962. Det var en lång, hård turnering i den tropiska värmen där alla mötte alla fyra gånger, totalt 28 ronder.
Petrosian var, liksom i interzonturneringen, obesegrad och vann en halv poäng före Keres och Geller.
Fischer och Tal hörde till förhandsfavoriterna men levde inte upp till förväntningarna. Tal hade hälsoproblem och tvingades bryta efter tre omgångar när han blev inlagd på sjukhus.
| Placering | Spelare          | 1       | 2       | 3       | 4       | 5       | 6       | 7       | 8       | Poäng |
| --------- | ---------------- | ------- | ------- | ------- | ------- | ------- | ------- | ------- | ------- | ----- |
| 1         | Tigran Petrosian |         | ½ ½ ½ ½ | ½ ½ ½ ½ | ½ 1 ½ ½ | ½ ½ 1 1 | ½ ½ 1 ½ | 1 1 ½ − | ½ 1 1 ½ | 17½   |
| 2         | Paul Keres       | ½ ½ ½ ½ |         | ½ ½ ½ ½ | 0 ½ 1 ½ | ½ ½ 1 ½ | 1 1 1 0 | 1 ½ 1 − | ½ 1 1 ½ | 17    |
| 3         | Jefim Geller     | ½ ½ ½ ½ | ½ ½ ½ ½ |         | 1 1 ½ 0 | ½ ½ 1 ½ | ½ ½ ½ 1 | ½ 1 1 − | ½ 1 1 ½ | 17    |
| 4         | Bobby Fischer    | ½ 0 ½ ½ | 1 ½ 0 ½ | 0 0 ½ 1 |         | 0 1 0 ½ | 0 1 ½ 1 | ½ 1 ½ − | 1 ½ 1 ½ | 14    |
| 5         | Viktor Kortjnoj  | ½ ½ 0 0 | ½ ½ 0 ½ | ½ ½ 0 ½ | 1 0 1 ½ |         | ½ ½ ½ 0 | 1 0 ½ − | 1 1 1 1 | 13½   |
| 6         | Pál Benkő        | ½ ½ 0 ½ | 0 0 0 1 | ½ ½ ½ 0 | 1 0 ½ 0 | ½ ½ ½ 1 |         | 1 0 ½ − | 0 1 1 ½ | 12    |
| 7–8       | Michail Tal      | 0 0 ½ − | 0 ½ 0 − | ½ 0 0 − | ½ 0 ½ − | 0 1 ½ − | 0 1 ½ − |         | 1 0 ½ − | 7     |
| 7–8       | Miroslav Filip   | ½ 0 0 ½ | ½ 0 0 ½ | ½ 0 0 ½ | 0 ½ 0 ½ | 0 0 0 0 | 1 0 0 ½ | 0 1 ½ − |         | 7     |

Keres och Geller spelade ett särspel om andraplatsen som vanns av Keres med 4½–3½.
Turneringen blivit ihågkommen för att Fischer anklagade de sovjetiska deltagarna för att fuska. Han hävdade att de hade kommit överens om att spela remi inbördes (för att spara energi i den långa turneringen) och att Kortjnoj hade blivit beordrad att förlora partier mot de andra. De första var sannolikt korrekt; sovjeterna spelade många korta remier och det har senare bekräftats att Petrosian, Geller och Keres hade en remipakt. Däremot finns det inga belägg för några läggmatcher (och med den relation de sovjetiska spelarna hade är det långt ifrån säkert att Kortjnoj skulle ha gått med på detta, även om han hade fått en sådan order). Annars var det vanligt förekommande att de sovjetiska ledarna påverkade resultaten i turneringar vid den här tiden.
Vid FIDE-kongressen i Saltsjöbaden i september 1962 (under ledning av Folke Rogard) bestämdes att kandidaterna i den kommande VM-cykeln skulle spela utslagsmatcher istället för en turnering, för att omöjliggöra den här typen av samarbeten. Beslutet stöddes av både de ryska och amerikanska delegaterna.

## Regler
Titelmatchen spelades som bäst av 24 partier. Vid ett oavgjort resultat (12–12) behöll den regerande mästaren titeln.
Gideon Ståhlberg var överdomare.

## Resultat
| Namn              | Parti | Parti | Parti | Parti | Parti | Parti | Parti | Parti | Parti | Parti | Parti | Parti | Parti | Parti | Parti | Parti | Parti | Parti | Parti | Parti | Parti | Parti | Poäng |
| Namn              | 1     | 2     | 3     | 4     | 5     | 6     | 7     | 8     | 9     | 10    | 11    | 12    | 13    | 14    | 15    | 16    | 17    | 18    | 19    | 20    | 21    | 22    | Poäng |
| ----------------- | ----- | ----- | ----- | ----- | ----- | ----- | ----- | ----- | ----- | ----- | ----- | ----- | ----- | ----- | ----- | ----- | ----- | ----- | ----- | ----- | ----- | ----- | ----- |
| Michail Botvinnik | 1     | ½     | ½     | ½     | 0     | ½     | 0     | ½     | ½     | ½     | ½     | ½     | ½     | 1     | 0     | ½     | ½     | 0     | 0     | ½     | ½     | ½     | 9½    |
| Tigran Petrosian  | 0     | ½     | ½     | ½     | 1     | ½     | 1     | ½     | ½     | ½     | ½     | ½     | ½     | 0     | 1     | ½     | ½     | 1     | 1     | ½     | ½     | ½     | 12½   |